# Otto Wilhelm de Kœnigsmark
Pour les articles homonymes, voir Kœnigsmark.
Otto Wilhelm de Kœnigsmark (5 janvier 1639 à Minden - 5 septembre 1688) était un homme de guerre et diplomate suédois germanophone, ambassadeur, gouverneur puis généralissime.

## Biographie
Issu de la famille de Kœnigsmark et fils de Hans Christoff de Kœnigsmark, il fut ambassadeur en Angleterre et en France et gouverneur de la Poméranie suédoise. Après avoir fait avec distinction plusieurs campagnes, il entra au service de Venise en 1686, pendant la guerre de Morée : il battit les Ottomans en Morée, bombarda et prit Athènes, mais mourut de la fièvre au siège de Négrepont.
Il est l'oncle de la comtesse Marie-Aurore de Kœnigsmark.

## Source
Marie-Nicolas Bouillet  et Alexis Chassang (dir.), « Othon Guillaume de Kœnigsmarck » dans Dictionnaire universel d’histoire et de géographie, 1878 (lire sur Wikisource)